# Masaši Nakajama
Masaši Nakajama (japonsko 中山 雅史), japonski nogometaš, 23. september 1967.
Za japonsko reprezentanco je odigral 53 uradnih tekem.